# Truman Capote (film)
Cet article concerne le film. Pour l'écrivain, voir Truman Capote.
Pour les articles homonymes, voir Truman Capote et Capote.
Pour plus de détails, voir Fiche technique et Distribution.
Truman Capote (Capote) est un biopic américano-canadien réalisé par Bennett Miller, sorti en 2005. Philip Seymour Hoffman obtient en 2006 l'Oscar du Meilleur acteur pour son interprétation de Truman Capote dans ce film.

## Synopsis

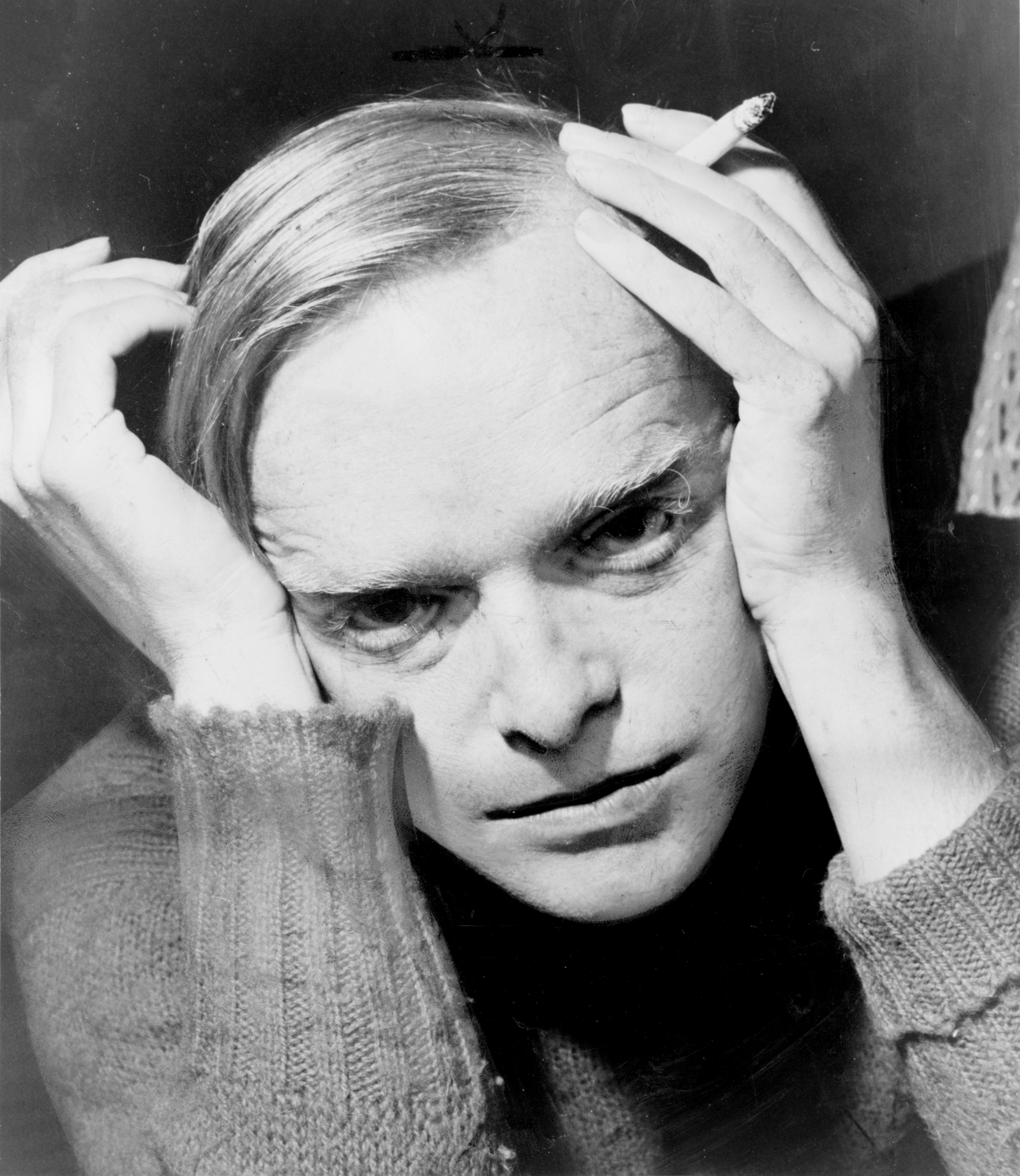
Photo de Truman Capote (1959).

Les cinq ans d'étude d'une affaire criminelle par l'auteur Truman Capote — investigations relatées dans son roman De sang-froid — à propos du meurtre par deux marginaux, Perry Smith et Richard Hickock, d'un riche fermier avec trois membres de sa famille dans le Kansas.

## Fiche technique
- Titre original : Capote
- Titre français : Truman Capote
- Réalisateur : Bennett Miller
- Scénario : Dan Futterman, d'après la biographie de Gerald Clarke
- Directeur de la photographie : Adam Kimmel
- Distribution des rôles : Avy Kaufman
- Montage : Christopher Tellefsen
- Direction artistique : Gord Peterson
- Décors : Jess Gonchor (en)
  - Décors de plateau : Maryam Decter et Scott Rossell
- Costumes : Kasia Walicka-Maimone
- Musique : Mychael Danna
- Producteurs : Caroline Baron, Michael Ohoven et William Vince
  - Producteurs exécutifs : Dan Futterman, Philip Seymour Hoffman, Jacques Méthé, Kerry Rock et Danny Rossett
  - Producteurs associés : Kyle Irving, Kyle Mann, David Valleau et Emily Ziff
- Sociétés de production :
  -  États-Unis : Sony Pictures Classics, A-Line Pictures, Cooper's Town Productions et Infinity Media
  -  Canada : Eagle Vision, Manitoba Film & Sound, Manitoba Film and Video Production Tax Credit et Capote Productions
- Distribution :
  -  États-Unis : Sony Pictures Classics et United Artists
  -  Canada : Mongrel Media
  -  France : Gaumont Columbia Tristar Films
  -  : Metro-Goldwyn-Mayer Distributing Corporation via Sony Pictures Entertainment
- Budget : 7 millions de dollars
- Format : Couleur – 35 mm –  2,35:1 — Son Dolby Digital
- Pays de production :  États-Unis,  Canada
- Genre : Drame, biographie
- Durée : 114 minutes
- Dates de sortie :
  - États-Unis : 30 septembre 2005 (sortie limitée), 3 février 2006 (sortie nationale)
  - Canada : 28 octobre 2005 (sortie limitée)
  - France : 8 mars 2006[1]
- Classification : 
  - R (Restricted) aux États-Unis[2]
  - 14A en Colombie-Britannique, PG en Ontario[2], 13 ans et plus au Québec[3]
  - Tous publics avec avertissement en France[1]

## Distribution
- Philip Seymour Hoffman (VF : Mathias Kozlowski[4] et VQ : Martin Watier[5]) : Truman Capote
- Catherine Keener (VF : Sylvia Bergé[4] et VQ : Nathalie Coupal[5]) : Nelle Harper Lee
- Clifton Collins Jr. (VF : Rémi Bichet[4] et VQ : Louis-Philippe Dandenault[5]) : Perry Smith
- Mark Pellegrino (VF : David Krüger[4] et VQ : Jean-François Beaupré[5]) : Dick Hickock
- Chris Cooper (VF : Francois Dunoyer[4]) : Alvin Dewey
- Bruce Greenwood (VF : Hervé Furic[4] et VQ : Mario Desmarais[5]) : Jack Dunphy
- Bob Balaban (VF : Frédéric Cerdal[4] et VQ : Jacques Lavallée[5]) : William Shawn
- Amy Ryan (VF : Dorothée Jemma[4]) : Marie Dewey
- Marshall Bell (VF : Georges Claisse[4] et VQ : Marc Bellier[5]) : Marshall Krutch, le directeur de la prison
- R. D. Reid : Roy Church
- C. Ernst Harth : Lowell Lee Andrews
- Adam Kimmel : Richard Avedon
- Michelle Harrison : Babe Paley (non créditée)

## Réception

### Accueil critique
Truman Capote a rencontré un accueil critique favorable, obtenant 90 % d'avis positifs sur le site Rotten Tomatoes, basé sur 179 commentaires collectés et une note moyenne de 8.2⁄10 et un score de 88⁄100 sur le site Metacritic, basé sur 40 commentaires collectés.

### Box-office
Truman Capote a rencontré un succès commercial dès sa sortie en salles. Sortie de façon limitée dans douze salles aux États-Unis le 30 septembre 2005, il rapporte 324,857 $ de recettes pour son premier week-end d'exploitation, se classant à la vingt-troisième place, mais ne connaît pas de véritable hausse de salles à le diffuser, avant de sortir au niveau national sur le territoire américain le 3 février 2006 dans 1 239 salles (le nombre évoluera en hausse ou en baisse en fonction des semaines), où il rapporte 2 291 075 $ pour son dix-neuvième week-end d'exploitation et une treizième place au box-office, soit un cumul de 17 996 465 $, treize semaines après avoir atteint le million de dollars. Après trente semaines à l'affiche, Truman Capote finit son exploitation en salles avec un total de 28 750 530 $ au box-office américain, soit une rentabilité de 58,4 %. Dans le monde, le long-métrage rapporte un total de 49 233 161 $, pour une rentabilité de 41,6 %. Le film est un succès en comparaison à son budget de production de 7 millions de dollars
En France, sorti en salles le 8 mars 2006, dans une combinaison maximale de 78 salles, Truman Capote démarre en dixième position du box-office français pour sa première semaine à l'affiche avec 110 345 entrées. Resté vingt-sept semaines en salles, il totalise 445 760 entrées, ce qui est le meilleur résultat du film au box-office européen et mondial,.

## Distinctions
Récompenses
- 2006 : Golden Globe du meilleur acteur dans un film dramatique pour Philip Seymour Hoffman
- 2006 : BAFTA du meilleur acteur pour Philip Seymour Hoffman
- 2006 : Oscar du meilleur acteur pour Philip Seymour Hoffman